# Jozo Penava
Jozo Penava (Palež kod Kiseljaka, 26. svibnja 1909. – Sarajevo, 17. siječnja 1987.) bio je hrvatski glazbeni producent, skladatelj, aranžer i kantautor sevdalinki i narodnjaka iz Bosne i Hercegovine. Napisao je i skladao oko tristo pjesama.
Rođen je u Paležu kod Kiseljaka u obitelji Hrvata. Kao mladić učio je za pekara, no nije se bavio zanatom. Nakon odsluženja vojnoga roka u Somboru 1939. godine sklada svoje prve pjesme: "Sa prozora" i "U baštici, kraj bijele ružice". Upisao je glazbenu školu u ?.  Jedan je od osnivača Radio Sarajeva nakon Drugoga svjetskog rata. Vodio je Tamburaški orkestar Radio Sarajeva više od dvadeset godina.[nedostaje izvor]
Njegove pjesme izveli su: Safet Isović, Zaim Imamović, Nada Mamula, Nedžad Salković, Vida Pavlović, Silvana Armenulić, Meho Puzić, Beba Selimović, Nedjeljko Bilkić, Zehra Deović, Himzo Polovina, Zori Dubljević i ini, nekima od kojih je bio i korepetitor.   Ostavio je impozantan broj instrumentalnih kompozicija i kola. Prva pjesma za Safeta Isovića bila je Penavina „Sjetuje me majka“. Penava je i autor pjesme “Bosno moja poharana”, koju je napisao 1946. godine. Safet Isović joj je 1994. dopisao četvrtu strofu.[nedostaje izvor]
Dobitnik je najviših državnih i umjetničkih priznanja: Estradne nagrade BiH, tri Zlatne spomen-plakete RTS-a, Ordena rada sa srebrenim vjencem, Spomen–diplome za stvaralački i aktivni rad koju dodjeljuje udruženje skladatelja SRBiH, Ordena rada za zlatnim vjencem, Estradne nagrada Jugoslavije, Spomen–plakete grada Sarajeva i inih.

## Skladbe
Poznate Penavine pjesme su:
- „Sve behara i sve cvjeta“
- „Sjetuje me majka“
- „Cvati ružo moja“
- “Sarajevo, behara ti tvoga”
- “Sjajni mjesec na Trebević sjeo”
- “Gledala sam s prozora”
- “Na mezaru majka plače i nišane ljubi”
- “Golube poleti”
- “Pokraj kuće male”
- “Sarajčice hajdemo”
- “Pjesma o Kiseljaku”
- “Pjesma o Kreševu”
- “Ismihana dušo moja”
- “Mene moja zaklinjala majka”
- “Ja prošetah čaršijom”
- “Mene moja majka gleda s čardaka”
- “Na teferič pošla nana”
- “Moj konjiću mili”
- “Čija li je ono djevojka”
- “Jesen ide jabuke i kruške zriju”
- “Već godina dana evo”